# Fossato Serralta
Fossato Serralta (Hossàtu in calabrese; fino al 1864 semplicemente Fossato) è un comune italiano di 534 abitanti in provincia di Catanzaro in Calabria. Sorge alle pendici meridionali della Sila Piccola ad un'altitudine media di circa 720 metri sul livello del mare, sulla riva destra del fiume Alli.

## Storia

### Simboli
Lo stemma e il gonfalone sono stati concessi con decreto del presidente della Repubblica del 26 luglio 2002.
(Art. 4 dello Statuto)
Gonfalone
(Art. 4 dello Statuto)

## Società

### Evoluzione demografica
Abitanti censiti